# Lignosus cameronensis
Espèce
Lignosus cameronensis est une espèce du genre Lignosus, champignon poroïde de la famille des Polyporaceae des forêts tropicales malaises. Bien que rare, ses propriétés nutritives et médicinales ont été évaluées comme celles les autres Lignosus (ou champignon lait de tigre) de Malaisie et de Chine.

## Dénomination
Lignosus cameronensis de Cameron Highlands (malais Tanah Tinggi Cameron), car il est endémique des forêts tropicales de Pahang, en Malaisie. 
Tan Chon-Seng, Ng Szu-Ting, Tan Ji décrivent 2 nouvelles espèces de Lignosus malais (L. tigris et L. cameronensis) dans Mycotaxon, 2013-08, vol.123 (1), p.193-204. «Les séquences d'ADNr de la région interne transcrite (ITS1 + 5.8S + ITS2) associées ont été déposées dans la GenBank. La taille des pores et des basidiospores est le principal caractère qui distingue ces deux espèces de Lignosus des autres membres du genre. [ ]  L. cameronensis se distingue de L. ekombitii par la taille de ses basidiospores». Ces basidiospores mesurent 2,4 à 4,8 μm x 1,9 à 3,2 μm.

## Description
Le chapeau atteint 13,5 cm de diamètre et 4 mm d'épaisseur au centre, il est inodore et insipide. le pied est brun, simple, jusqu'à 8,5 cm de long et 1,5 cm d'épaisseur, ligneux et dur. Le sclérote irrégulier, clair, rugueux de 6,5 cm de long et de large. 

### Composition
En 2019 la poudre de sclérotes de L. cameronensis - partie qui constitue les réserves de la plante - a été comparée à L. rhinocerus et L. tigris. La composition est proche, les glucides (80 %) sont dominants, suivi des protéines (12,4 %) et des fibres alimentaires (5,4 %), L. cameronensis a le plus fort contenu en glucides totaux avec 791 g kg −1. Les métabolites secondaires cités sont l'acide tétramique, les diterpénoïdes indoliques, les pyridines, les dicétopipérazines et le diacide octane-2,4,6-triacétylénique. 

### Philogénie
Tan Chon-Seng et al. classent l'espèce dans un sous clade B2 aux côtés de B1 constitué par L. sacer, L. ekombitii et L. tigris. Le clade A est celui des L. rhinocerotis.

### Toxicité
Chez le rat la dose sans effet indésirable de toxicité de la poudre de sclérote est 1 g/kg pendant 28 jours. 

### Santé
L'extrait à l'eau froide de L. cameronensis a une activité antioxydante modérée (in vitro), un potentiel anti-inflammatoire, une teneur élevée en phénols. En l'absence de culture et à cause de la rareté de ce champignon solitaire, l'espèce n'est pas commercialisée en poudre et on ne trouve pas trace de son usage en ethnomédecine malaise.